# 日調 (大石寺)
日調（にっちょう、1766年（明和3年） - 1817年3月14日（文化14年1月27日））は、大石寺第46世法主。後藤阿闍梨。持勝院。後藤姓。

## 略歴
- 1766年（明和3年）、駿河富士郡下中里にて誕生。
- 1795年（寛政7年）10月8日、母妙養日淳卒。
- 1800年（寛政12年）12月25日、父養淳日明卒。
- 1802年（享和2年）春、細草78代の化主となる。退檀して久成坊に住す。在坊5年。
- 1805年（文化2年）12月、43世日相遷化につき日誠（後の50世）、日調に随侍す。
- 1806年（文化3年）夏、江戸下谷常在寺に住す。在住3年。
- 1808年（文化5年）秋、大石寺28代学頭となる。
- 1808年（文化5年）9月24日、44世日宣より法の付嘱を受け大石寺第46世日調として登座す。
- 1813年（文化10年）夏、47世日珠へ法を付嘱し、石之坊に移る。
- 1815年（文化12年）8月10日、日珠寿命坊に移り、日調再登座す。
- 1817年（文化14年）1月27日、52歳で死去した。
- 1817年（文化14年）2月16日、44世日宣、法を48世日量に付属す。

| 先代 日礼 | 大石寺住職一覧 | 次代 日珠 |